# Латвия на «Детском Евровидении»
Латвия впервые приняла участие в детском конкурсе песни «Евровидение» на первом же конкурсе — в 2003 году, состоявшемся в Копенгагене, Дания. За участие в конкурсе отвечала латышская телекомпания Latvijas televizija (LTV), активный член Европейского вещательного союза. Участник от Латвии выбирался путём национального отбора под названием «Bērnu Eirovīzija» с 2003 по 2005 год, а с 2010 по 2011 год — «Balss Pavēlnieks». Первым представителем страны, участвовавшим в конкурсе 2003 года, стал Дзинтарс Чича с песней «Tu esi vasarā», который с результатом в 37 баллов занял девятое место из шестнадцати участников. Латвия не участвовала в конкурсе с 2006 по 2009 год и вернулась в 2010 году, однако снова отказалась от участия после конкурса 2011 года, проведённого в Ереване, и ещё не вернулась на конкурс.

## История
Латвия — одна из шестнадцати стран, принявших участие в первом детском конкурсе песни «Евровидение» в 2003 году, состоявшийся 15 ноября 2003 года на сцене «Форума Копенгагена» в Копенгагене, Дания. Лучшим результатом Латвии считается дебютное выступление в 2003 году, когда Дзинтарс Чича занял девятое место с песней «Tu esi vasarā», а худшим — в 2004 году, когда Мартиньш Талбергс и C-Stones Juniors заняли последнее 17-е место с песней «Balts vai melns». LTV решили отказаться от участия в конкурсе в 2006 году и не участвовала в нём вплоть до 2010 года.
Вернувшись на конкурс, телекомпания выбрала Шарлотту Ленмане для представления Латвии на «Детском Евровидении — 2010» в Минске с песней «Viva la Dance». Она заняла десятое место с 51 баллом.
После первоначального отказа от участия в конкурсе 2011 года LTV изменили своё решение в сентябре 2011 года и отправили заявку на участие в конкурсе того года, которое должно было состояться в Ереване, Армения. 27 июня 2012 года LTV отказались от дальнейшего участия в конкурсе и Латвия до сих пор не вернулась. LTV позже подтверждали своё неучастие в 2013, 2014 и 2015 годах.
19 ноября 2015 года было объявлено, что страны Балтии, в том числе Латвия, заинтересованы в участии в конкурсе 2016 года. Однако 23 мая 2016 года LTV подтвердили, что не вернутся на конкурс в 2016 году.

## Участие
|  | Последнее место |

| Год                               | Место проведения | Исполнитель                          | Песня                         | Перевод                      | Язык      | Место | Баллы |
| --------------------------------- | ---------------- | ------------------------------------ | ----------------------------- | ---------------------------- | --------- | ----- | ----- |
| 2003                              | Копенгаген       | Дзинтарс Чича                        | «Tu esi vasarā»               | «Ты летом»                   | Латышский | 9     | 37    |
| 2004                              | Лиллехаммер      | Мартиньш Талбергс и C-Stones Juniors | «Balts vai melns»             | «Белый или чёрный»           | Латышский | 17    | 3     |
| 2005                              | Хасселт          | Kids4Rock                            | «Es esmu maza, jauka meitene» | «Я маленькая, милая девочка» | Латышский | 11    | 50    |
| Не участвовала с 2006 по 2009 год |                  |                                      |                               |                              |           |       |       |
| 2010                              | Минск            | Шарлотта Ленмане                     | «Viva la Dance»               | «Слава танцам»               | Латышский | 10    | 51    |
| 2011                              | Ереван           | Аманда Башмакова                     | «Mēness suns»                 | «Лунная собака»              | Латышский | 13    | 31    |
| Не участвовала с 2012 по 2025 год |                  |                                      |                               |                              |           |       |       |

## Комментаторы и глашатаи
Конкурсы транслируются онлайн по всему миру через официальный сайт «Детского Евровидения» и его YouTube-канал. LTV во время своего участия присылали на каждый конкурс своих комментаторов, чтобы они комментировали его на латышском языке. Глашатаи также самостоятельно выбираются телевещательной телекомпанией для того, чтобы объявлять баллы от Латвии. Ниже в таблице приведена подробная информация о каждом комментаторе и глашатае, начиная с 2003 года.
| Год  | Комментатор                          | Глашатай          | Телевещатель |
| ---- | ------------------------------------ | ----------------- | ------------ |
| 2003 | Карлис Стрейпс                       | Давидс Дауриньш   | LTV1         |
| 2004 | Карлис Стрейпс                       | Сабина Березина   | LTV1         |
| 2005 | Карлис Стрейпс и Валтерс Фриденбергс | Кристиана Стиране | LTV1         |
| 2010 | Валтерс Фриденбергс                  | Ральфс Эйландс    | LTV1         |
| 2011 | Маркус Рива                          | Шарлотта Ленмане  | LTV1         |